# Sonate K. 513
La sonate K. 513 (F.457/L. supl. 3) en ut majeur est une œuvre pour clavier du compositeur italien Domenico Scarlatti.

## Présentation
La sonate K. 513, notée pastorale en ut majeur, est l'une des plus connues du compositeur. Écrite à 
 et à trois ou quatre voix, elle est en deux mouvements contrastés ; le premier, sur un rythme de sicilienne, tendre et délicat, étant lui-même subdivisé en deux sections aux tempos différents (chose rare). La disproportion de la première partie, en nombre de mesures, est de trois fois celle de la seconde. Son côté particulier est renforcé par sa place dans les manuscrits : elle referme les volumes de Venise (XII) et de Parme (XIV).
La sonate présente des épisodes très variés et la couleur harmonique est très moderne. L'atmosphère évoque la pastorale de Noël napolitaine et Ralph Kirkpatrick trouve l'écho d'une zampogna,, dans le volet médian, noté molto allegro. Sa forme ne comporte aucun ré-énoncé.
La seconde partie est un virtuose Presto à 
, qui conclut la sonate dans le brio des doubles-croches, en gammes, arpèges et batteries dans le style de toccata. La sonate est souvent jouée à l'orgue.

## Manuscrits

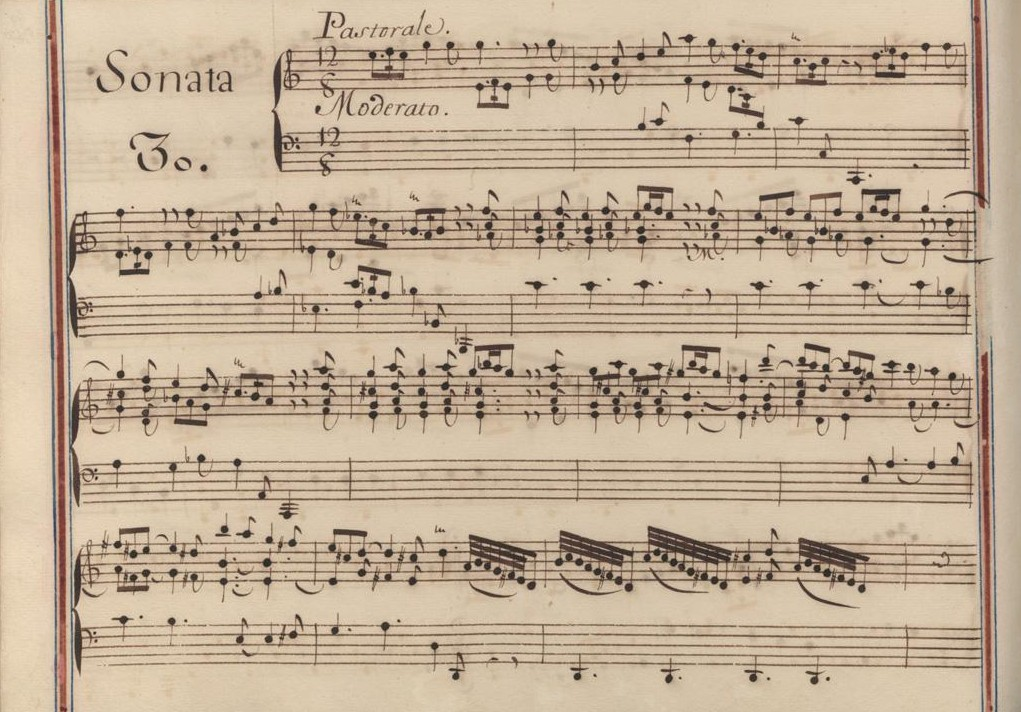
Début de la sonate, extraite du volume XII du manuscrit de Venise.

Les sources principales sont le numéro 30 et dernier du volume XII (Ms. 9783) de Venise (1756), copié pour Maria Barbara, et Parme XIV 30 (Ms. A. G. 31419). Les autres sources sont Münster I 50 (Sant Hs 3964) et Vienne C 45 (VII 28011 C).

## Interprètes
La sonate K. 513 est l'une des plus jouées au piano — en raison de son caractère — notamment par Fou Ts'ong (1984, Collin/Meridian), András Schiff (1987, Decca), Mūza Rubackytė (2000, Lyrinx) et Angela Hewitt (2017, Hyperion).
Au clavecin, la défendent Rafael Puyana (1984, Harmonia Mundi), Scott Ross (1985), Ton Koopman (1988), Andreas Staier (1995), Sophie Yates (1995, Chandos) et Francesco Cera (2009, Brilliant Classics).
À l'orgue, Andrea Marcon l'a enregistrée au sein d'une sélection chez Divox en 1996 et Maria Cecilia Farina (Stradivarius, vol. 9). Le guitariste Stephan Schmidt a réalisé une transcription pour son instrument (1995, Valois). Andreas Nebl l'interprète à l'accordéon (2021, Castigo Classic Recordings).

## Sources
: document utilisé comme source pour la rédaction de cet article.
- Ralph Kirkpatrick (trad. de l'anglais par Dennis Collins), Domenico Scarlatti, Paris, Lattès, coll. « Musique et Musiciens », 1982 (1re éd. 1953 (en)), 493 p. (OCLC 954954205, BNF 34689181).
- Alain de Chambure, « Domenico Scarlatti : Intégrale des sonates — Scott Ross », p. 188, Erato (2564-62092-2), 1985 (OCLC 891183737) .
- François-René Tranchefort (dir.), Guide de la musique de piano et de clavecin, Paris, Fayard, coll. « Les Indispensables de la musique », 1987, 578 p. (ISBN 978-2-213-01639-9, OCLC 17967083), p. 641.
- Guy Sacre, La musique pour piano : dictionnaire des compositeurs et des œuvres, vol. II (J-Z), Paris, Robert Laffont, coll. « Bouquins », 1998, 2426 p. (ISBN 978-2-221-08566-0).
- Roland de Candé, Les chefs-d'œuvre classiques de la musique, Paris, Seuil, 2000, 802 p. (OCLC 46473027, BNF 37105991), p. 2430.